# Муж честен
Муж честен (Дивный муж, муж знатен) — титул, бывший в ходу в XIV— XVI веках и обозначавший высокородного предка.
Историк Ф. И. Миллер по поручению (1776) императрицы Екатерины II сделал подборку исторических документов о дворянских родах, их происхождении и выездах родоначальников.
Материалы по истории дворянства, собранные историками Анисимом Титовичем Князевым и Фёдором Ивановичем Миллером, были поднесены Екатерине II (1784), и позже легли в основу исторического труда: Известия о дворянах российских.
Поясняя бытовавшие титулы на Руси, историк Ф. И. Миллер пишет:… Правильнее с Российскими князьями сравниваются некоторые древние фамилии, из чужих стран выезжая, но уже при своём выезде в великой знатности находившиеся и службою своей главнейшей чести степеней достигши. Когда в Родословных книгах написано: выехал «муж честен», то тем разумеется человек изящного дворянства. Палатное достоинство сделалось в таких фамилиях, якобы наследственным, он получал от Государей великие вотчины и награжденья и Князьями приняты в брачные союзы, а посему равно, как и Князьям к высокому Дворянству причислялись.
Список дворянских родов
В данный список внесены дворянские рода от выехавших «Муж честен»:
| Родоначальник/Муж честен | Дворянские рода |
| ------------------------ | --- |
| Ратша                    | Полуехтовы, Рожновы, Мусины (Мосины) и Мусины-Пушкины, графы Мусины-Пушкины, Кологривовы, Бобрищевы и Бобрищевы-Пушкины, Пушкины, Бутурлины, графы Бутурлины, Неклюдовы, Мятлевы, Замыцкие, Каменские и графы Каменские, Свибловы, Застолбские, Товарковы, Хромые, Остеевы, Слизневы, Хрулёвы, Жулебины, Чеботовы, Чулковы, Овцыны, Вятчинкины, Упины, Ташлыковы, Хлопищевы, Казариновы, Шаровитые, Курчевы, Шуровы, Фуниковы, Шафериковы, Шушлебины, Усовы, Булыгины, Пеленчеевы. |
| Михаил Прушанин          | Морозовы, Козловы, Салтыковы, графы и светлейшие князья Салтыковы. Тучковы, Чеглоковы. Поплевины, Жестовы, Филимоновы, Шеины, Скрябины, Мещаниновы, Брюховы, Шестовы, Русалки, Шасты, Шустовы. |
| Гаврила Алексич          | Кутузовы, Голенищевы-Кутузовы, графы Голенищевы-Кутузовы, светлейший князь Голенищев-Кутузов-Смоленский, Коровины, Шестаковы, Клеопины, Щука, Лапенковы, Старковы, Горбатые-Мисиновы, Зубатые, Хорхоры, Бурдуковы. |
| Аманда Буссавол          | Хвостовы и Хвостовы графы Сардинского королевства, Белкины, Отяевы, Пыжевы, Шафровы, Дюпины, Ершовы, Лебедевы, Шафровы. |
| Филипп                   | Лазаревы-Станищевы, Скуратовы. |
| Шая                      | Назарьевы, Булгаковы, Измайловы. |
| Индрис                   | Толстые, графы Толстые, графы Голенищевы-Кутузовы-Толстые, Молчановы, Дурновы, Даниловы, Васильчиковы и князья Васильчиковы. |
| Салахмир                 | Апраксины, Абутайловы, Базаровы, Вердеревские, Дувановы, Катевы, Крюковы, Кончеевы, Пороватые, Ратаевы, Ханыковы, Чеботарёвы, Шишкины. |
| Едуган (Едухан)          | Хитрово. |
| Облагиня                 | Захарьины, Глебовы и Глебовы-Стрешневы, Адодуровы, Лодыженские и князья Ромодановские-Лодыженские, Клементьевы. |
| Шалый (Шалай)            | Шепелевы, Нестеровы, Новосильцовы |
| Лев Иванович             | Орловы, Беклемишевы, Щепотевы, Змиевы, Шулепниковы, Козловы, Фроловы, Фроловы-Багреевы, Княжнины, Плюшкины, Спячие, Тверетиновы, Янцовы, Череповы, Куроедовы, Хреновы, Берсеневы, Саблины. |
| Исахар                   | Загряжские |
| Илик                     | Хотяинцовы. |
| Александр Константинович | Шиловские и граф Владимир Васильевич Шиловский. |
| Кутламамет               | Огарёвы |
| Нестор Рябец             | Самарины, Квашнины, Квашнины-Самарины, Разладины, Поярковы, Тушины |
| Ольгерд                  | Собакины |
| Чаплинский               | Чаплины |
| Павлин                   | Наумовы |
| Владислав Нелидовский    | Нелидовы и Отрепьевы. |
| Николай Засецка          | Засецкие |
| Христофор Безобраз       | Безобразовы |
| Георгий Фаренсбах        | Кожины |
| Юрий Мякинский           | Мякинины |
| Воропан                  | Чемодановы |
| Симеон Бунковский        | Бунины |
| Андрей Андреевич         | Офросимовы |
| Дмитрий Заборовский      | Заборовские |
| Дашек                    | Дашковы |
| Даниил Иванович          | Рыхторовы |
| Василий Варгос Погожий   | Тяпкины, Погожевы. |
| Яган (Еган) Остоф        | Остафьевы (один из родов) |
| Феогнист                 | Селиверстовы |
| Ян Августович            | Свиязевы, Поликарповы |
| Кочева Карапчаков        | Поливановы |
| Скарб                    | Мельницкие |